# Bell Canada
Bell Canada é uma empresa de telecomunicações e de mídia canadense com sede em Montreal, Quebec, fundada em 1880 pelo empresário estadunidense Charles Fleetford Sise. Em 2012 a revista Forbes colocou a Bell Canada como a 263° maior empresa do mundo.
A empresa, atende um total de mais de 13 milhões de linhas telefônicas em todo o Canadá, Além de suas operações de telefonia, a Bell Canada possui a Bell Media, que opera as propriedades de mídia do grupo, incluindo a rede de televisão CTV.